# Albaniens U17-herrlandslag i fotboll
Albaniens U17-herrlandslag i fotboll är det nationella fotbollslaget för personer i 17 års ålder och administreras av Federata Shqiptare e Futbollit.